# Cantimpalos
Cantimpalos – gmina w Hiszpanii, w prowincji Segowia, w Kastylii i León, o powierzchni 26,29 km². W 2011 roku gmina liczyła 1401 mieszkańców.